# Peterbilt
Peterbilt Motors Company es un fabricante de camiones de medio y gran porte, de la Clase 5 a la Clase 8, cuya central está ubicada en Denton, Texas. La compañía es una subsidiaria de Paccar. Fundado en 1939, Peterbilt funcionó en las instalaciones industriales de Madison, Tennessee (1969), Denton, Texas (1980), y Sainte-Thérèse, Quebec. 
De principios de los 60 hasta los a mediados de los años 80, pasaron a la compañía al área de la bahía de San Francisco, al Norte de California, con su central, departamento de piezas, y toda su planta principal en Newark, California. La planta de Newark se cerró en 1986 y las oficinas y fábricas fueron trasladadas a Denton en 1993.

## Historia

### Theodor Alfred Peterman, fundador de Peterbilt

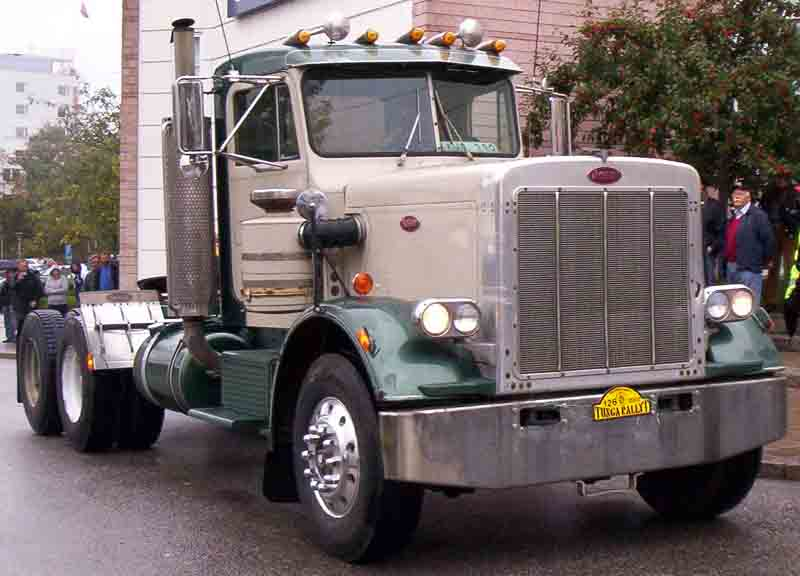
Peterbilt 359

En la primera mitad del siglo XX, el fabricante de madera contrachapada y empresario de la madera en materiales de construcción de Tacoma Washington, Theodore A. Peterman, hizo frente con un problema en la logística de la madera de construcción. Él no podía conseguir registros rápidos o eficientes, en el traslado de la madera recientemente derribada del bosque a su molino.
Para desarrollar la actividad del bosque, creía necesario mejorar sobre los métodos actuales ideados: flotando troncos río abajo, o usando tractores de vapor, e incluso equipos de caballos. Peterman sabía que si él desarrollaba la tecnología naciente del automóvil en la construcción de carros especiales, podría a la larga solucionar sus problemas.
Con este fin, reconstruiría los vehículos del ejército que habían sido abandonados, mejorando la tecnología con cada vehículo sucesivo. Pronto después de eso, él compró los activos de Fageol Motors de Oakland, California en 1938 para complementar sus necesidades en el desarrollo de un chasis para un camión de cargas. Fageol había entrado en convocatoria en 1932. Antes de 1938, la Gran Depresión había conducido el valor de los activos casi a cero. Peterman adquirió la difunta fábrica de camiones y comenzó la producción de camiones modificados para requisitos particulares, con tracción en cadena, para uso exclusivo de su negocio de la madera. En 1939, comenzó a vender sus poderosos camiones al público y bautizó a su empresa Peterbilt Motor Company.

### La venta de Peterbilt a PACCAR

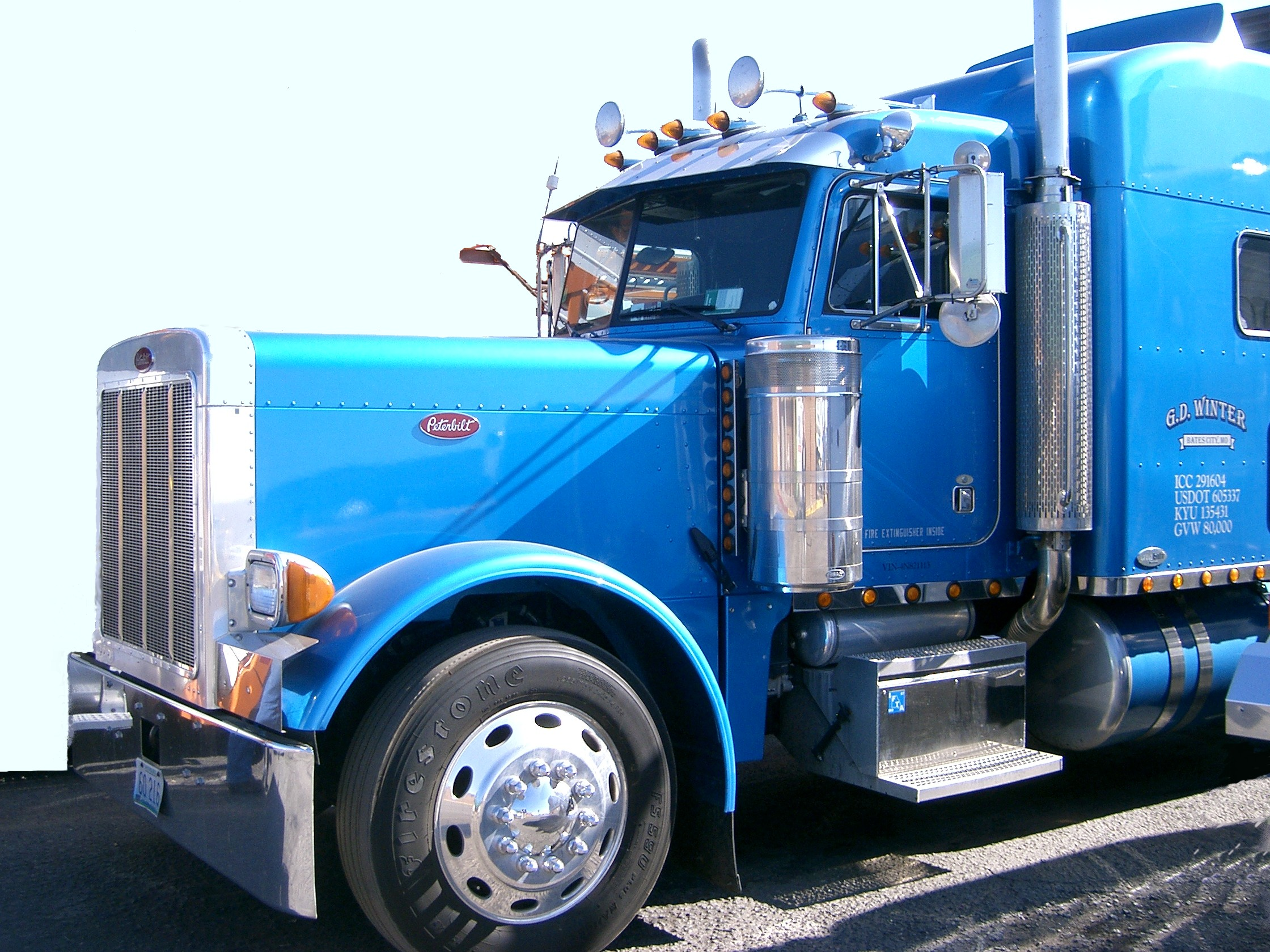
Camión Peterbilt 379 Clase 8, ubicado en California.

Sin embargo, Theodore Peterman murió en 1945. Su esposa Ida vendió la compañía a siete personas dentro de la organización (gerencia), exceptuando las tierras. Estos ampliaron la compañía hasta hacerla una productora seria de camiones resistentes. En 1958, Ida Peterman anunció planes para vender las tierras de la compañía a fin de poder desarrollar un centro comercial. Los accionistas, no teniendo el deseo de invertir en nuevas instalaciones industriales, vendieron las acciones de Peterbilt a PACCAR. 
PACCAR (Pacific Car & Foundry Co.) era sobre todo un fabricante de coches ferroviarios de carga, con una excelente visión para ampliarse en el campo de fabricación de camiones. PACCAR, que había adquirido los activos de Kenworth en 1945, era ya una empresa ascendente y bien encaminada en el mercado de los camiones pesados.

### Década de 1939-1940
En 1939, la planta de Fageol en Oakland abrió sus puertas como Peterbilt Motors Company. Como parte del proceso de diseño, Peterman y los ingenieros de su empresa solicitaron la opinión de los propietarios y conductores de camiones sobre cómo desarrollarlos; inicialmente planeando fabricar camiones de transmisión por cadena para la industria maderera, la empresa hizo la transición hacia vehículos destinados al transporte de carga por carretera. En abril de 1939, Peterbilt lanzó sus primeros vehículos a la venta pública, el modelo 260 de un solo eje (transmisión por cadena) y el modelo 334 de eje tándem (transmisión por eje). Ambos vehículos se ofrecieron con motores de gasolina o diesel. Los modelos 260 y 334 estaban equipados con una cabina totalmente de acero, adornada con madera contrachapada procedente de los aserraderos propiedad de Peterman. En una tradición que duraría los próximos 40 años, la compañía designaría camiones de eje trasero único con números de modelo que comenzaran con 2. Los camiones tándem de eje trasero comenzaron con 3.
Hasta finales de año, Peterbilt produjo 16 vehículos; el primer Peterbilt fue un chasis de camión de bomberos construido para Centerville (ahora Fremont), California. Para 1940, la producción aumentó a 83 vehículos. Para complementar sus ingresos, Peterbilt continuó con su práctica de servicio y reparación de camiones de todos los fabricantes.
Para 1941, Peterbilt creó el modelo 364 de mayor resistencia. Desarrollado inicialmente para la industria maderera, el 364 se reutilizó para la producción militar para la Segunda Guerra Mundial. En 1942, la empresa desarrolló su primer camión COE; derivado del 260, el vehículo tenía un diseño de media cabina con un chasis de piso completo.
En 1944, la producción militar aumentó al obtener un contrato para suministrar 224 camiones militares. En noviembre de 1944, TA Peterman murió de cáncer a la edad de 51 años, dejando la empresa a su esposa, Ida. En 1945, la empresa reanudó la producción de vehículos civiles; Para aumentar la carga útil, Peterbilt introdujo cabinas construidas en aluminio (reduciendo el peso del camión).
Durante 1947, Ida Peterman vendió Peterbilt Motors Company a un grupo de directores e inversores de empresas por 450.000 dólares. Mientras que los inversores recibieron los activos de la empresa, Peterman retuvo la propiedad de los bienes raíces de la empresa.
En 1949, la compañía lanzó una segunda generación de camiones, reemplazando el 260/334 con el totalmente nuevo Modelo 280/350. El "Iron Nose" convencional se distinguía por su parrilla alta y estrecha (con contraventanas verticales) y guardabarros estilo ciclista (un diseño que se sigue usando hoy en día en algunos modelos convencionales de Peterbilt). El primer COE producido en serie por Peterbilt, el "Bubble Nose" 280/350 COE reubicó la cabina del convencional sobre el eje delantero (pero aún recibió un capó corto).

### Década de 1950
A principios de la década de 1950, Peterbilt desarrolló el sistema de carga "dromedario". Se configuró un camión de distancia entre ejes más larga (típicamente un COE) para transportar un sistema de carga auxiliar colocado entre la cabina y el remolque.
En 1953, Peterbilt presentó su emblema de marca actual, cambiando de un borde rectangular al óvalo rojo actual.
En 1954, el 280/350 se sometió a un rediseño, convirtiéndose en el modelo 281/351 "Narrow-nose" convencional con la rejilla que fue rediseñada, convirtiéndola en contraventanas horizontales. Se introdujo un COE 281/351, que introdujo un diseño de cabina más grande y más ancha (compartiendo solo las puertas con la convencional). El modelo 341 de capó más corto era más resistente y estaba destinado a aplicaciones profesionales.
En 1958, luego de una disminución en las ventas de camiones, Ida Peterman (propietaria de la propiedad inmobiliaria de la empresa) anunció sus planes a los propietarios de la empresa de sus planes de volver a desarrollar el sitio de la fábrica como un centro comercial. En lugar de asumir la gran inversión de desarrollar una nueva fábrica, el grupo de inversión decidió vender Peterbilt Motors Company en junio de 1958 a Pacific Car and Foundry, una empresa con sede en Seattle que se especializó en la producción de vagones de mercancías por ferrocarril; ya que la compañía había adquirido Kenworth en 1944. Los nuevos dueños de Peterbilt comenzaron la reubicación de la compañía, manteniéndola en el Área de la Bahía de San Francisco. En 1959, comenzó la construcción de una instalación de 176,000 pies cuadrados en Newark, California.
Para 1959, el 281/351 COE fue reemplazado por el 282/352 COE. Aunque externamente similar (aunque se actualizó a faros cuádruples), en un cambio importante, el nuevo diseño introdujo una cabina inclinable para permitir un mejor acceso al motor.

### Década de 1960
En agosto de 1960, la fábrica en Newark, California, ensambló los primeros camiones Peterbilt. La producción aumentó a 800 vehículos en 1960. Coincidiendo con la introducción de la nueva fábrica, Peterbilt presentó una cabina "Unilite" rediseñada para sus camiones convencionales, que se distingue por ventanas más grandes y un interior rediseñado (incluido un panel de instrumentos completamente nuevo). En un cambio organizacional, Pacific Car cambió su estado de propiedad de Peterbilt, convirtiéndola de una subsidiaria de propiedad total en una división dentro de la compañía, convirtiéndola en la compañía hermana del rival del mercado Kenworth (una división desde 1946).
En 1965, Peterbilt presentó el Modelo 358, reemplazando en gran medida al 351 (que permaneció en producción). El primer Peterbilt convencional con capota abatible, el 288/358 reemplazó un radiador fijo (y persianas de rejilla) con un marco de rejilla unido a la capota de aluminio (se añadió una capota de fibra de vidrio como opción en 1972). Sirviendo parcialmente como manija de agarre, el adorno de capó de "pájaro" de Peterbilt hizo su debut (una característica que permanece en la producción actual casi sin cambios).
En 1966, la compañía expandió su línea de modelos más allá de los tractores de carretera, reintroduciendo camiones pesados como parte de su línea de modelos. Por encima del Modelo 341, el Modelo 383 era una camioneta 6x6 principalmente para uso en construcción todoterreno.
En 1967, Peterbilt presentó el tractor de carretera Modelo 359. De diseño similar al 358, el 289/359 también usaba un capó inclinable, pero estaba equipado con una rejilla más grande (para acomodar motores diésel más grandes).
En 1969, Peterbilt amplió su capacidad de producción, abriendo una instalación en Madison, Tennessee (suburbio de Nashville ). Junto con la capacidad de satisfacer la demanda de productos adicionales, la ubicación se eligió para atender a los clientes más cercanos a la costa este. Como parte de una revisión del diseño de la cabina, el 282/352 COE adoptó el nombre "Marcapasos".

### Década de 1970
En 1970, se introdujo el Modelo 348, reemplazando gradualmente al 341 (que permaneció hasta 1972). Diseñado para uso profesional, el 348 fue el primer Peterbilt diseñado con una capucha de fibra de vidrio en ángulo; el 349 era similar en configuración, diseñado con una rejilla más grande. Desarrollado en una empresa conjunta con Kenworth, Peterbilt lanzó el CB300, un COE de cabina baja desarrollado casi exclusivamente para el transporte de basura.
A principios de 1972, Pacific Car and Foundry, con la intención de salir de la fabricación de acero, introdujo su nombre actual, PACCAR. El mismo año, Peterbilt rediseñó la cabina para sus convencionales, reemplazando la cabina "Unilite" con la cabina de la "serie 1100". El nuevo diseño, que lleva el nombre de 1100 pulgadas cuadradas de vidrio del parabrisas, era más alto con puertas rediseñadas, un interior completamente nuevo y mayor espacio en las ventanas. Diseñado para las mismas aplicaciones que el 383 un poco más grande, el modelo 346 6x6 fue diseñado con un eje delantero retraído (colocado casi debajo de la cabina). Para las pruebas, la empresa desarrolló un vehículo prototipo propulsado por un motor de turbina a reacción; el diseño no se puso en producción.
En 1973, el Modelo 353 se introdujo como una variante orientada a la construcción del 359 (usando su parrilla más ancha), reemplazando al 341 y las versiones de servicio pesado del 351; La producción de las instalaciones de Madison se duplicó, lo que permitió a la empresa entregar 8.000 vehículos al año. En 1974, se añadió un eje delantero retraído al 359.
En 1975, Peterbilt amplió su base de fabricación por segunda vez, introduciendo Peterbilt Canada en Sainte-Thérèse, Quebec (Gran Montreal). La instalación comenzó la producción del CB300 (vendido por Kenworth como Hustler). Con un tamaño entre el 353 y el 383, el 387 fue otro camión de servicio pesado desarrollado principalmente para uso fuera de la carretera. El 352 COE se sometió a una revisión de modelo, convirtiéndose en el 352H (cabina de montaje alto) para acomodar motores más grandes.
Después de una ejecución de modelo de 22 años, el 281/351 se retiró para 1976. Reemplazado por el 358 y 359 como el tractor de carretera Peterbilt más de una década antes, el 351 había continuado la producción como un camión de servicio pesado construido principalmente para uso vocacional. A principios de la década de 1970, sus guardabarros de estilo ciclista fueron reemplazados por guardabarros planos de acero. El 358 de capó estrecho también se retiró, ya que el 359 de rejilla más grande se adaptaba mejor a las necesidades de refrigeración de los motores diésel más nuevos.
En 1977, Peterbilt ensambló su vehículo número 100,000, un modelo 359 de capó largo. La línea de modelos se sometió a revisiones menores, ya que la cabina recibió un tablero revisado y una cabina dormitorio opcional de 63 pulgadas con entrada de paso (una primera para la línea del modelo).
Para 1978, el CB300 fue reemplazado por el Modelo 310. Compartido nuevamente con Kenworth, el 310 fue una nueva generación de la línea de modelos COE de cabina baja.
En 1979, Peterbilt comenzó a revisar la nomenclatura de su modelo, eliminando gradualmente designaciones separadas para camiones de un solo eje trasero; Todos los camiones comenzaron a usar números de modelo que comenzaban con "3" (independientemente de la configuración de la transmisión).

### Década de 1980
En 1980, el Modelo 383 fue descontinuado, reemplazado en gran parte por los más pequeños 353 y 387. Para expandir la familia de modelos 348/349 orientada vocacionalmente, un tractor de carretera más liviano (el primer camión de carretera Peterbilt con un nariz inclinada) se agregó a la línea del modelo; el 349H se ofreció con un capó recto. En 1980, Peterbilt presentó el Modelo 397; El vehículo más grande jamás diseñado por la compañía, el 397 6x6 convencional era exclusivamente para uso todoterreno. Sólo se ensamblaron 2 397, uno en 1980 y otro en 1982. Peterbilt abrió su tercera planta de fabricación en los Estados Unidos, ubicada en Denton, Texas.(suburbios del norte de Dallas-Fort Worth). La compañía abrió una instalación de ensamblaje de 80 acres y 435,000 pies cuadrados.
En 1981, la instalación de Madison comenzó a ensamblar el modelo 362 COE. Reemplazando al 352H, el 362 fue el primer COE completamente nuevo de Peterbilt en 22 años. Distinguido por su parabrisas curvo de 3 piezas y 3 limpiaparabrisas (una configuración de 4 piezas y 2 limpiaparabrisas era opcional), el 362 se diseñó con una cabina más grande y aerodinámica y un interior más grande y funcional. Se ofrecieron varias configuraciones de ejes, incluidos ejes delanteros retraídos, configuraciones de dirección doble y tracción total. En total, se ofrecieron 6 configuraciones de cabina, de 54 a 110 pulgadas de largo.
En 1986, Peterbilt inició una serie de cambios masivos tanto en la empresa como en su línea de productos. Después de 26 años, las operaciones de ensamblaje terminaron en las instalaciones de Newark, cuando la empresa comenzó la consolidación de la producción en Denton; en ese momento, Newark conservaba su sede corporativa y sus operaciones de ingeniería. Comenzando una transición de toda la línea de modelos de Peterbilt, la compañía revisó su alineación vocacional, ya que el 378 reemplazó al 348/349 y el 357 sirvió como sucesor del 353. Aunque estaba por detrás de otros fabricantes por varios años, Peterbilt comenzó a ofrecer cabinas dormitorio con techo elevado como opción para el 359.
Para 1987, la empresa introdujo dos tractores de carretera convencionales diferentes, el modelo 377 y el modelo 379. Aunque era más conservador que el diseño del Kenworth T600, el 377 usaba un capó inclinado (en un ángulo mayor que el 348/349), un conjunto estándar -Eje delantero trasero y un parachoques delantero envolvente integrado con los guardabarros delanteros (más tarde, incluidos los faros de lentes compuestos). Reemplazando al 359 de larga duración, el 379 sirvió como tractor de carretera Clase 8 estándar; compartiendo la cabina de la serie 1100 con el 359, el 379 se distinguió por sus grupos de faros rediseñados y sus limpiaparabrisas montados horizontalmente (también usados en el 377). El Modelo 310 fue rediseñado, convirtiéndose en el Modelo 320; Ya no se comparte con Kenworth, el 320 permitía al conductor conducir de pie. Por primera vez, Peterbilt ingresó al mercado de servicio mediano (Clase 5-7), presentando el COE de cabina baja Mid-Ranger. Producido en Brasil con una cabina MAN G90 (una versión más ancha del Volkswagen LT), el Mid-Ranger estaba equipado con componentes de transmisión estadounidenses; PACCAR comercializó el vehículo a través de Kenworth y Peterbilt.
En 1988, Peterbilt introdujo un segundo COE Clase 8, el tractor de carretera modelo 372 mejorado aerodinámicamente. Compartiendo sus puertas y estructura interna con el 362, el 372 fue remodelado para maximizar tanto la aerodinámica como el ahorro de combustible; el parabrisas de tres piezas fue reemplazado por un diseño de centro puntiagudo. Diseñado como parte de la cabina, el carenado del techo se extendía hacia adelante del parabrisas; debajo del parabrisas, una cubierta inclinable hacia arriba incluía la rejilla. Si bien el 372 no usó un eje delantero retraído, el diseño incluyó un parachoques delantero envolvente; Los lados del cuerpo con faldón estaban disponibles como opción. A pesar de su configuración COE (superando un área frontal inherentemente masiva), las mejoras aerodinámicas del 372 lograron más de 11 mpg en las pruebas del mundo real.

### Década de 1990
En 1993, Peterbilt puso fin a todas las operaciones en Newark y trasladó su sede corporativa y de ingeniería a Denton (junto con sus principales operaciones de fabricación). Coincidiendo con la consolidación, la empresa amplió la producción en las instalaciones de Denton.
En 1994, el modelo 372 COE terminó la producción, y Peterbilt centró la producción en el 362 más convencional. Además de la disminución de la demanda general de COE, el controvertido diseño exterior del 372 había tenido una mala respuesta del mercado, lo que le valió el apodo de "casco de fútbol americano" o "Darth". Vader "(entre los menos apropiados).
En 1996, la empresa cerró Peterbilt Canada. La instalación de Sainte-Thérèse había estado plagada de múltiples huelgas y luchó con la eficiencia (en comparación con las instalaciones de Denton y Madison). En 1997, PACCAR decidió remodelar sus operaciones canadienses, demoliendo la instalación en 1997 para reconstruir una instalación de ensamblaje completamente nueva en 1999. El Modelo 385 se introdujo como un modelo más corto. –versión de longitud del 377–; se ofreció una versión de 112 y 120 pulgadas, esta última eventualmente reemplazó a la 377.
En 1998, Peterbilt presentó el modelo 210/220 COE, un COE de cabina baja de servicio mediano (clase 6-7). [30] Reemplazando al Mid-Ranger, el 210/220 se derivó del DAF LF (coincidiendo con la adquisición por PACCAR del fabricante holandés DAF); al igual que con el Mid-Ranger, el diseño se adaptó a un tren motriz de origen estadounidense.
En 1999, se introdujo el Modelo 387, que servía como sucesor indirecto del 377 (junto con el 385). Sin ninguna relación con el camión de trabajo pesado homónimo de 1976-1987, el 387 de 1999 era un tractor de carretera mejorado aerodinámicamente. Compartiendo su estructura de cabina con el Kenworth T2000 (el primer diseño de cabina completamente nuevo desde 1972), el 387 utilizó su propio diseño de chasis y capó.

### Década 2000
En 2000, Peterbilt presentó el Modelo 330, su primer camión de cabina convencional de servicio mediano. Fabricado en las nuevas instalaciones de Sainte-Thérèse, el 330 utilizaba la cabina de la serie 1100 de los Class 8 convencionales con un capó completamente nuevo (que se distingue por los faros dobles integrados). Durante 2000, el 377 terminó la producción, reemplazado efectivamente por el 385 de 120 pulgadas y el 387.
En 2002, para adaptarse al aumento de la demanda, la empresa añadió temporalmente la producción de 357 378, 385 camiones profesionales y 379 a Sainte-Thérèse.
En 2005, el Modelo 362 terminó la producción. Después de años de disminución de las ventas de COE, el 362 se convirtió en la última línea de modelos de cabover vendida en América del Norte (dejando solo el Freightliner Argosy, que terminó con las ventas en América del Norte un año después). Como un cambio en marcha durante la producción de 2005, se revisaron las puertas de la cabina de la serie 1100; distinguidos con la eliminación de las ventanas de ventilación y las manijas de las puertas rediseñadas, los soportes de las ventanas laterales fueron rediseñados y reubicados desde la puerta hasta la carrocería. Como sucesor más directo del 377, el modelo 386 combinó el capó aerodinámico del 387 con la cabina tradicional de la serie 1100. El Modelo 335 se introdujo como un segundo convencional de servicio mediano; Con un tamaño de clase 6-7, el 335 introdujo una versión reducida del capó del 386.
En 2006, la línea de productos de servicio mediano se amplió aún más. Junto con el modelo 340 de clase 7, Peterbilt presentó su modelo convencional más pequeño de la historia, el modelo 325 de clase 5 (este último, que no requiere una licencia de conducir comercial para funcionar). El mismo año, la compañía lanzó su primer vehículo híbrido diesel-eléctrico, introduciendo híbridos 330 y 335. Sirviendo como el sucesor de los 357 y 378, se introdujeron los 365 y 367, que sirven como camiones Clase 8 de servicio pesado; junto con configuraciones de orientación profesional, la línea de modelos también se ofrece como tractor.
En 2007, la compañía retiró los COE de servicio mediano 210/220, ya que los fabricantes de equipos de segunda parte encontraron dificultades para adaptarse a su diseño con base en Europa. Después de una producción de 20 años, el Modelo 379 fue retirado, reemplazado por el Modelo 389. Compartiendo su cabina con el 379 2005-2007, el 389 fue diseñado con un capó más largo (el Peterbilt convencional más largo de todos los tiempos), faros mejorados y mejoras aerodinámicas.
En 2009, Peterbilt finalizó la producción en las instalaciones de Madison, Tennessee, consolidando las operaciones entre Denton y Sainte-Thérèse. La línea de servicio mediano experimentó una ligera revisión; junto con la adopción de motores PACCAR (fabricados por Cummins) y un interior rediseñado, el 335 y el 340 fueron abandonados, reemplazados por los 337 y 348.

### Década de 2010
En 2010, el Modelo 587 se introdujo como un tractor aerodinámico de cabina ancha, y fue el sucesor del 387. Compartiendo su estructura de cabina con el Kenworth T700, el 587 (el primer Peterbilt con un (Designación del modelo "5") adoptó un capó de bordes más nítidos de su predecesor, logrando mejoras en la aerodinámica, la visibilidad hacia adelante y la iluminación. El Modelo 382 se introdujo como un tractor de cabina diurna de transporte regional, y sirvió como una versión más corta/ligera del 386/384.
En 2011, regresaron los modelos 210 y 220 COE. [39] [44] Ensamblado en las instalaciones de PACCAR en Mexicali, Baja California Norte, México (junto con el Modelo 320), el 210/220 ahora usaba el chasis del 325 y 330 (solo abastecía el ensamblaje de la cabina con el DAF LF), lo que permite un mayor concordancia mecánica y adaptación más sencilla de equipos. Como antes, el modelo se compartió con Kenworth como K270/K370. La compañía introdujo una variante de diseño de la cabina Clase 8 de la serie 1100, introduciendo una "Extended Ultra Daycab" para personas sin dormitorio; la opción incluía un techo elevado y una pared trasera extendida de la cabina.
En 2012, el modelo 579 se presentó como el tractor aerodinámico de cabina ancha Peterbilt. Reemplazando al 587 (que permaneció en producción), el 579 sirvió como la línea de modelo insignia junto con el 389 "tradicional". Con un diseño de cabina completamente nuevo (que ya no se comparte con Kenworth), el 579 mejoró la visibilidad hacia el exterior (por eliminando las ventanas de ventilación), aerodinámica mejorada (con faldones de carrocería rediseñados y diseño optimizado debajo de la carrocería) y facilidad de servicio mejorada.
En 2013, el Modelo 567 se introdujo como un camión de servicio pesado Clase 8. Compartiendo su tamaño y funcionalidad con el 367, el 567 adoptó el diseño de cabina más nuevo del 579 (ajustándolo con los faros del 389). Ofrecido inicialmente con un eje delantero retraído; En 2015 también se introdujo un eje delantero desplazado hacia adelante.
En 2014, para conmemorar los 75 años de producción, Peterbilt lanzó una edición del 75° aniversario del Modelo 579, que fue pintado con un exterior de dos tonos y un interior a juego. La Clase 7 Modelo 220 se sometió a un rediseño (la Clase 6 210 se abandonó), nuevamente acoplando una cabina DAF LF (que se sometió a un rediseño en 2013) con una cabina y tren motriz de Peterbilt.
En 2015, la compañía presentó sus primeros camiones de servicio mediano alimentados con gas natural comprimido (GNC), ofreciéndolo como una opción para el 337 y el 348. El Modelo 388 fue redesignado, convirtiéndose en el de menor longitud (123 pulgadas) versión del 389.
En 2016, se introdujo el Modelo 520, que reemplazó al Modelo 320 después de 29 años de producción. Si bien es casi idéntica visualmente a su predecesor (agregando limpiaparabrisas más grandes y faros LED opcionales), la funcionalidad de recolección de basura del 520 se mejoró, lo que permite a los conductores conducir el vehículo sentados o de pie desde cualquier lado de la cabina.
En 2018, Peterbilt comenzó a probar sus primeros prototipos de vehículos eléctricos, construyendo 12 579 y 3520 con trenes de potencia totalmente eléctricos.

### Década 2020
En 2021, Peterbilt comenzó la producción de tres líneas de modelos totalmente eléctricos, con el lanzamiento del tractor Clase 8 579EV, el COE de cabina baja Clase 8 520EV y el COE Clase 7 220EV. La línea de modelos de servicio mediano se sometió a un rediseño completo, ya que se descontinuaron los modelos 325, 330, 337 y 348. Al adoptar la cabina más grande de los modelos 567 y 579, los modelos 535, 536, 537 y 548 de las clases 5-7 también introdujeron el cambio de nombre de varios componentes de la suspensión y la transmisión PACCAR.

## Peterbilt en la cultura popular
Los camiones Peterbilt fueron utilizados incontables veces para rodar escenas, tanto de series de TV como de películas, así como videojuegos. La elección de estos camiones portentosos, radicaba en el estereotipo de camión americano en el que se habían transformado los Peterbilt. Algunas de estas participaciones son:
- En la serie televisiva Knight Rider el protagonista de la serie KITT (Pontiac Trans-Am), debe lidiar contra el rival más peligroso que haya enfrentado: el superpoderoso camión Goliath (Peterbilt 352 Pacemaker).
- En la película The Fast and the Furious, el personaje Dominic Toretto (encarnado por Vin Diesel) y su pandilla, deben hacer frente en el golpe final a un camionero armado que defiende su encomienda a todo o nada. Este camionero, tripulaba un Peterbilt 379 color celeste.
- En la película The Dark Knight, con el actor Christian Bale, Batman y el Joker se enfrentan en una encarnizada persecución a bordo de sus vehículos, siendo el transporte del Joker un camión Peterbilt 379 con acoplado.
- En Transformers, el director Michael Bay decidió tomar como base para personificar al líder Autobot Optimus Prime, un camión Peterbilt 379 personalizado. Este formato se repite en la película Transformers: la venganza de los caídos y Transformers: el lado oscuro de la luna.
- En la película Black Dog, el personaje que encarna el actor Patrick Swayze, debe trasladar un envío a bordo de un Peterbilt 379 color negro.
- En la película Duel, conocida también como El diablo sobre ruedas en España y Reto a la muerte en América Latina, dirigida por Steven Spielberg en 1971, el actor Dennis Weaver debe enfrentarse al acoso de un loco conductor de un camión. Ese camión era un viejo y oxidado Peterbilt 281 con motor Detroit Diesel de 360 cv y caja de cambios de 12 velocidades + 2 atrás de los años 50.
- En la película Cars, en la escena en la que el protagonista Rayo McQueen se sale de su tráiler, comienza a buscar a su camión (llamado Mack) en la oscuridad de la carretera, hasta que logra divisar uno. Al darle alcance y preguntarle si era Mack, el camión responde: "¿Mack? ¡Yo no soy Mack, soy Peterbilt ignorante. Enciende las luces salvaje!". Esta escena además sirvió para graficar la rivalidad que existe entre Mack y Peterbilt en el mercado norteamericano.
- En la película Joy Ride el camión que conduce el camionero que aterroriza a los jóvenes es un Peterbilt 359 de 1985 color negro.
- La marca ficticia de Grand Theft Auto, llamada Jobuilt, se basa en esta empresa.
- En la película de 1986 Maximum Overdrive, aparece un Peterbilt 389 personalizado.
- En la película Heat el camión que impacta con el furgón blindado es un Peterbilt.
- En la película de 1997 que tiene como título  sin dejar rastro, un camionero secuestrador manejaba un camión de carga era un peterbilt 377